# Mimudea albifuscalis
Mimudea albifuscalis là một loài bướm đêm trong họ Crambidae.